# 李毅
李 毅（り き、? - 306年）は、三国時代末期の蜀漢や晋（西晋）初期の武将。字は允剛。広漢郡郪県の人。祖父は李氏の三龍と称された李朝、父は李旦、子は李釗、李秀。従兄弟に李苾。

## 生涯
蜀漢の光禄郎中主事・李旦の子として生まれ、若い頃は素行を治めなかったが、20余歳で郡の文学を詣でて学業を受け通詩と礼訓を学んだ。広漢太守に王濬が赴任すると、受け答えが気に入られ主簿に命じられた。王濬はある日「寝室の梁に刀が3本あり、後に1本増える」という夢を見た。不吉に思って郡丞や掾吏に聞いても要領を得なかったが、李毅は「刀が3本で「州」、それに1本増える（益える）ということは後に益州刺史になれるという吉祥です」と答えると、王濬は「卿の言動は秀才に匹敵するな」と笑って言った。
泰始8年（272年）6月、益州刺史の皇甫晏が益州牙門の張弘に私怨で殺され、反逆を起こしたとの誣告を受けてその首を洛陽に送られるという事件が起こった。別駕の何攀が無実を訴え、また李毅も「官位を極めた者（皇甫晏）が何を求めて反乱するというのでしょう。成都の危機は近接する広漢郡の危機です。張弘の小童を討つべきです」と進言した。また王濬が朝廷に報告後に討伐しようとすると「大夫は境域を出れば社稷のために専断が許されます。しかも賊を殺すのに何の躊躇がありましょうか」と促したため、王濬は軍を動かし張弘を討伐した。王濬が益州刺史となると、李毅を秀才に挙げ州の主簿、別駕に任じた。
咸寧4年（278年）、王濬は（先年の何攀に続いて）李毅も洛陽に派遣し、呉の討伐を上表させた。咸寧6年（280年）、呉の平定のため王濬らが出撃すると、参軍の李毅は涪陵郡から東進して荊南の武陵郡を奪取し、巴陵県（長沙郡、洞庭湖の東の巴丘）で落ち合った。これらの功績から関内侯に封じられ、隴西護軍となったが病気によって官を辞した。後に繁県県令、雲南郡太守を務めた。
太康6年（285年）、王濬が亡くなると、武帝司馬炎は王濬が勲功を立てるのに李毅の貢献があったとして、持節、南夷校尉とした。太安元年（302年）、益州で反乱していた李特に対して、叟族の兵士を五千人派遣して益州刺史の羅尚を助けた。同年、建寧の豪族・毛詵、李叡が太守の杜俊を殺害し、朱提の李猛が太守の雍約を追放し、李特と呼応するなど数万規模の反乱が起こった。李毅はこれを撃破して、毛詵を斬り、李猛を処刑（文書で降伏するも不遜な態度であったため誘って殺害）、李叡は異民族の五苓夷の地に逃げた。11月、李毅は寧州刺史、龍驤将軍、成都県侯となった。翌年（303年）、五苓夷の首領・於陵丞が、李叡の助命のため訪問すると、李毅はこれを許した。しかし、李叡が至ると部下たちは李叡の処刑を強く要求し、李毅もこれを抑えきれなかったため止む無く処刑した。これを聞きつけた於陵丞や、毛詵と李猛の遑耶たち（南中独特の親族関係）らは怒り、諸族を扇動して建寧太守・馬恢（馬忠 (蜀漢)の子）を担ぎ出し郡の役所を焼き払った。病に侵されていた李毅は無理して出陣し、（最初は馬恢を支援していたがことの次第が発覚すると）やむなく馬恢を斬った。。
光熙元年（306年）、寧州では飢饉が頻発して死者が十万に達し、五苓夷が強盛で州兵はしばしば敗れ、交州へ吏民が逃亡し、3月に異民族はついに味県の州城を囲んだ。李毅は堅守するも城中で疫病が重くなり、救援も期待できなかったため、朝廷に上疏して「盗賊を制圧できず、座して死を待つばかりです。もし憐れみをくださるなら高位の者を派遣してください。その時、臣が生きていれば死罪に、死んでいれば（罰として）遺体を損壊してください」と伝えが、中原もまた八王の乱によって混乱しており、数年経っても連絡が無かった。息子の李釗が洛陽から向かうも、到着する前に死去した。懐帝はその忠節を称え、少府を追贈し威侯の諡号を送った。
生前の李毅は、博識にして、寛容で情が厚く、貧しい人や困っている人々を助け、また人々から愛された。一方で、人を揶揄するのを好み、やや徳は少なかった。また、従弟の李苾から慎みを持つようたびたび諫められたが「我は小さい頃から名声素行を治さず、節旄の杖（征将の符節）で終わり、死ねば九卿に至ろう。卿は清廉、倹樸で道理を違えず、卒するときは成都県令だろう」と笑って答え、李苾の官位は終生、李毅に及ばなかった。

## その死後
李毅の死後、李毅の娘である弱冠17歳の李秀が父の風範を備えていると、寧州の官吏に推薦され、寧州を預かることになった。籠城すること3年、城内は食料を欠き、鼠を焼き、草を抜いて食料とする有様だったが、敵軍に緩みがあるの見て寡兵にて出撃し、混乱した敵陣を進みこれを大いに撃破した。これにより寧州を保全することができた。兄の李釗が寧州に駆けつけ寧州の官吏は李釗を奉じてその管理を委ねた。